# Ayako Moriya
Ayako Moriya (em japonês: 守谷 絢子; nascida princesa Ayako de Takamado; Tóquio, 15 de setembro de 1990) é um ex-membro da família imperial japonesa e filha de Norihito, Príncipe Takamado e Hisako, Princesa Takamado. Ela é a caçula das três filhas do casal e se casou, em 29 de outubro de 2018, com o plebeu Kei Moriya, tendo sido por isto obrigada a abrir mão de seu título.     

## Biografia
Ayako é a filha mais nova do falecido príncipe Norihito e da princesa Isako Takamado. Ela tinha doze anos quando seu pai faleceu vítima de fibrilhação ventricular. 

### Educação
Em 2007, enquanto estudante da Gakushuin, Ayako morou na Nova Zelândia através de um programa de intercâmbio patrocinado por sua escola, tempo durante o qual se hospedou na casa de uma família neo-zelandesa. Em abril de 2009, ela entrou para a Faculdade de Serviço Social da Universidade Internacional Josai, na província de Chiba, onde se formou em 2013. Em 2010 e novamente em 2011, ela visitou Camosun College, em Victoria, na Colúmbia Britânica, como parte de um intercâmbio vinculado à sua universidade, conhecendo as creches e as instalações para idosos locais. Ela se formou em 2013.  
Entre 2013 e 2015, também no Canadá, estudou na Camosun College e University of British Columbia, tendo depois, em 2016, recebido o diploma de Mestre em Serviço Social pela Graduate School of Social Work Studies, da Universidade Josai. 

### Carreira e filantropia
2016 a 2019 trabalhou como pesquisadora na Faculdade de Estudos de Serviço Social da Universidade. Em janeiro de 2018 assumiu o papel de Patrona Honorária da Sociedade Canadá-Japão e em fevereiro de 2018, o papel de Presidente Honorária da Federação de Cadetes do Mar do Japão. 

### Casamento e descendência
Aiako casou-se com Kei Moriya, um dos sócios da empresa de transporte marítimo NYK Line, em 29 de outubro de 2018.
O casal tem dois filhos. 

## Títulos, estilos e honras
Com o casamento com um plebeu, Aiako perdeu o título de princesa, uma vez que a Casa Imperial do Japão não permite, desde 1947, que mulheres se casem com homens que não pertençam a esta família, e o tratamento de "alteza".  
- 15 de setembro de 1990 — 29 de outubro de 2018: Sua Alteza Imperial a princesa Ayako de Takamado.
- 29 de outubro de 2018 — presente: Sra. Kei Moriya.

### Honras nacionais
- Membro da Ordem da Coroa Preciosa, 2ª Classe